# Teesdalia coronopifolia
Teesdalia coronopifolia es una especie de la familia de las brasicáceas

## Descripción
Herbácea anual o bienal, a menudo con varios tallos que parten de la base, de unos 10-20 cm de altura. Las hojas basales son enteras o con lóbulos agudos; las superiores enteras o ausentes. Las flores, de unos 2 mm, de diámetro, son blancas con pétalos más o menos iguales, tan largos como los sépalos. Cada flor posee 4 estambres. El fruto sin estilo, no es mayor de 3 mm. Floración muy temprana, Florece y fructifica a final del invierno.

## Distribución y hábitat
En la península ibérica. Crece en suelos arenosos abiertos. 

## Taxonomía
Teesdalia coronopifolia fue descrita por (J.P.Bergeret) Thell y publicado en Repertorium Specierum Novarum Regni Vegetabilis 10(251/253): 289, en el año 1912.
Sinonimia
- Guepinia coronopifolia (J.P.Bergeret) Soják
- Guepinia lepidium DC.
- Guepinia lepidium Desv.
- Teesdalia coronopifolia var. coronopifolia (J.P. Bergeret) Thell.
- Teesdalia coronopifolia var. dubia Maire
- Teesdalia falciformis Merino
- Teesdalia lepidium (DC.) DC.
- Teesdalia regularis Sm.
- Thlaspi coronopifolium J.P.Bergeret[3]